# Tväringen
Tväringen är en sjö i Ljusdals kommun i Hälsingland och ingår i Ljusnans huvudavrinningsområde. Sjön har en area på 1,61 kvadratkilometer och ligger 307 meter över havet. Sjön avvattnas av vattendraget Tväringsån. Vid provfiske har abborre och mört fångats i sjön.

## Delavrinningsområde
Tväringen ingår i det delavrinningsområde (690339-149390) som SMHI kallar för Utloppet av Tväringen. Medelhöjden är 362 meter över havet och ytan är 36,22 kvadratkilometer. Det finns inga avrinningsområden uppströms utan avrinningsområdet är högsta punkten. Tväringsån som avvattnar avrinningsområdet har biflödesordning 3, vilket innebär att vattnet flödar genom totalt 3 vattendrag innan det når havet efter 185 kilometer. Avrinningsområdet består mestadels av skog (83 procent). Avrinningsområdet har 2,27 kvadratkilometer vattenytor vilket ger det en sjöprocent på 6,3 procent.